# Martinho Ndafa Kabi
Martinho Ndafa Kabi (né le 17 septembre 1957 à Bissau), est un homme d'État bissau-guinéen, Premier ministre du 13 avril 2007 au 5 août 2008.
Il est membre du Parti africain pour l'indépendance de la Guinée et du Cap-Vert dont il est le 3e vice-président depuis 2002.
Dans le gouvernement de Carlos Gomes Júnior du 10 mai 2004 à avril 2005, il est ministre de l'Énergie et des Ressources minières. À partir d'avril, il est ministre de la Défense jusqu'au 13 avril 2007, date ou il succède à Aristides Gomes comme Premier ministre.